# Топчидерска река
Топчидерска река (или само Топчидерка, или Топчидерски поток) је десна притока реке Саве, у коју утиче у Београду.

## О реци
Извире испод виса Ковионе 399 м и тече у правцу севера све до свога ушћа. Дужина тока је 30 км, а површина слива, који сачињава ниско побрђе северне Шумадије 133,25 км². Извире у Липовичкој шуми на надморској висини од 192 м. Дуга је 30 km, простире се на површини од 147 km² и припада Црноморском сливу. Тече до Рипња (општина Вождовац), пролази између села Пиносава (општина Вождовац) и Рушањ (општина Чукарица) и у општину Раковица улази током кроз насеље Ресник. У Раковици протиче кроз Кијево, Лабудово брдо, Кнежевац, Миљаковац, Канарево брдо и Стари Кошутњак, и након тога излази из Раковице и кроз Топчидерску шуму (општина Савски венац) се улива у Саву на надморској висини од 69 метара.
Изузетно је загађена и општина Раковица се труди да реши овај проблем. У мају 2014. године, током обилних киша које су изазвале огромне поплаве у Србији, Топчидерска река је такође направила огромне поплаве и штете широм Раковице.

## Притоке
Притоке Топчидерке су:
- Паригуз (десно, код Ресника)
- Кијевски поток (лево, код Кијева)
- Раковички поток (десно, код Кнежевца)
- Јелезовац (десно, код Канаревог Брда)
- Сакинац

## Мостови
- На Раковичком путу, код касарне Краљеве гарде, до 1936. се налазио дрвени мост, тада замењен бетонским.[3]